# Tasmannia
Tasmannia is een geslacht uit de familie Winteraceae. De ongeveer veertig soorten zijn houtige, groenblijvende planten die voorkomen in Australië, Nieuw-Guinea, Sulawesi, Borneo en de Filipijnen. In Australië komen vijftien soorten voor die aangetroffen worden in koele, vochtige bossen in Oost-Australië, van de zuidkust van New South Wales tot in het noorden van Queensland.

## Soorten
- Tasmannia acutifolia (Pulle) A.C.Sm.
- Tasmannia arfakensis (Gibbs) A.C.Sm.
- Tasmannia beccariana (Gibbs) A.C.Sm.
- Tasmannia brassii (A.C.Sm.) A.C.Sm.
- Tasmannia coriacea (Pulle) A.C.Sm.
- Tasmannia cyclopum (Diels) A.C.Sm.
- Tasmannia densifolia (Ridl.) A.C.Sm.
- Tasmannia dictyophlebia (Diels) A.C.Sm.
- Tasmannia elongata (Ridl.) A.C.Sm.
- Tasmannia fistulosa (Diels) A.C.Sm.
- Tasmannia glaucifolia J.B.Williams
- Tasmannia grandiflora (Ridl.) A.C.Sm.
- Tasmannia hatamensis (Becc.) A.C.Sm.
- Tasmannia insipida R.Br. ex DC.
- Tasmannia lamii (Diels) A.C.Sm.
- Tasmannia lanceolata (Poir.) A.C.Sm.
- Tasmannia macrantha (A.C.Sm.) A.C.Sm.
- Tasmannia membranea (F.Muell.) A.C.Sm.
- Tasmannia microphylla (A.C.Sm.) A.C.Sm.
- Tasmannia montis-wilhelmi (Hoogland) A.C.Sm.
- Tasmannia myrtoides (Diels) A.C.Sm.
- Tasmannia obovata (A.C.Sm.) A.C.Sm.
- Tasmannia oligandra (A.C.Sm.) A.C.Sm.
- Tasmannia pachyphylla (Diels) A.C.Sm.
- Tasmannia parviflora (Ridl.) A.C.Sm.
- Tasmannia piperita (Hook.f.) Miers
- Tasmannia pittosporoides (Diels) A.C.Sm.
- Tasmannia purpurascens (Vickery) A.C.Sm.
- Tasmannia reticulata (Diels) A.C.Sm.
- Tasmannia rosea (Ridl.) A.C.Sm.
- Tasmannia rubiginosa (A.C.Sm.) A.C.Sm.
- Tasmannia stipitata (Vickery) A.C.Sm.
- Tasmannia vaccinioides (Ridl.) A.C.Sm.
- Tasmannia verticillata (Pulle) A.C.Sm.
- Tasmannia vickeriana (A.C.Sm.) A.C.Sm.
- Tasmannia xerophila (P.Parm.) M.Gray

... · 
Drimys · 
Pseudowintera · 
Takhtajania · 
Tasmannia · 
Zygogynum · 
...